# Haetosmia circumventa
Haetosmia circumventa là một loài ong trong họ Megachilidae. Loài này được Peters miêu tả khoa học đầu tiên năm 1974.